# Луговое (Константиновский район)
Луговое — упразднённое село в Константиновском районе Амурской области, Россия. Место компактного проживания российских немцев. Ликвидировано в 1941 г.

## География
Располагалось на правом берегу р. Топкача, в 4,5 км к северо-западу от села Нижняя Полтавка.

## Население
В 1941 году в селе проживало 256 человек.

## История
Основано переселенцами с Причерноморья. Первоначальное название Нью-Йорк дано по одноименной екатеринославской колонии. Меннонитская община Блюменорт. 
В 1931 году организован колхоз «Энергия». Всё население депортировано 15-16.11.1941 г.